# Leon Taylor (Wasserspringer)
Leon Roy Taylor (* 2. November 1977 in Cheltenham) ist ein ehemaliger britischer Wasserspringer. Er startete für den Verein City of Sheffield Diving Club in den Disziplinen 10-m-Turm- und Synchronspringen. Taylor kam mit acht Jahren über das Schwimmen und Turnen zum Wasserspringen.
Er nahm an drei Olympischen Spielen teil. 1996 in Atlanta kam er im 10-m-Turmspringen auf Rang 18, 2000 in Sydney kam er im gleichen Wettbewerb auf Rang 13 und wurde mit Peter Waterfield im 10-m-Synchronspringen Vierter, 2004 in Athen wurde er im Turmspringen Sechster und gewann mit Waterfield die Silbermedaille. Das Duo errang damit die erste britische Olympiamedaille im Wasserspringen seit Brian Phelps im Jahr 1960.
An Schwimmweltmeisterschaften nahm Taylor erstmals 1994 teil. Bei den Weltmeisterschaften 2005 in Montreal gewann er mit Waterfield die Bronzemedaille im 10-m-Synchronspringen. Auch bei Schwimmeuropameisterschaften konnte Taylor Medaillen gewinnen. 1999 in Istanbul und 2000 in Helsinki erreicht er jeweils im 10-m-Synchronspringen die Bronzemedaille.
Im 10-m-Turmspringen gewann er bei den Commonwealth Games 1998 Bronze und 2002 Silber. Taylor ist zudem mehrfacher Britischer Meister.
Ursprünglich wollte Taylor seine Karriere bis zu den Olympischen Spielen 2008 in Peking fortsetzen, aber Verletzungen zwangen ihn, seine Karriere bereits vor den Spielen zu beenden. Heute kommentiert er als Experte Wassersprung-Übertragungen und ist zudem Botschafter für die Spiele 2012 in London.